# قطعنامه ۶۹۰ شورای امنیت
قطعنامه ۶۹۰ شورای امنیت سازمان ملل متحد که در تاریخ ۲۹ آوریل ۱۹۹۱ تصویب شد، سندی بین‌المللی دربارهٔ صحرای غربی است. این قطعنامه طی نشست ۲۹۸۴ام با ۱۵ رای موافق، ۰ مخالف و ۰ ممتنع تصویب شد.